# Oryphantes
Oryphantes is een geslacht van spinnen uit de familie hangmatspinnen (Linyphiidae).

## Soorten
De volgende soorten zijn bij het geslacht ingedeeld:
- Oryphantes aliquantulus Dupérré & Paquin, 2007
- Oryphantes angulatus (O. P.-Cambridge, 1881)
- Oryphantes bipilis (Kulczyński, 1885)
- Oryphantes cognatus (Tanasevitch, 1992)
- Oryphantes geminus (Tanasevitch, 1982)